# Poznańi munkásfelkelés
Az 1956-os poznańi munkásfelkelés, más néven Poznań 1956 (lengyelül: Poznański Czerwiec) egy tömegfelkelés volt, a Lengyel Népköztársaságban, 1956. június 28 és 30. között. A tüntetések során a dolgozók jobb munkafeltételeket és a kormány távozását követelték. A tüntetés a Cegielski gyárból indult ki, s rövidesen tömeggyűléssé vált. A város központjában 28-án mintegy 100 000 fő gyűlt össze, a Közbiztonsági Minisztérium helyi kirendeltsége elé. A tömegre a Lengyel Néphadsereg mintegy 10 000 katonája és nagyságrendben 400 tankja támadt rá, Stanisław Popławski vezetésével.
A halálos áldozatok száma 57 és 100 fő között volt, közöttük a tiltakozás leverésének arcává vált 13 éves Romek Strzałkowski. A felkelés hatására rövidesen távozott a hatalomból a párt addigi első titkára Edward Ochab és a vezetést Władysław Gomułka vette át, valamint a szovjet ellenőrzés az ország fölött csökkent.

## Előzmények

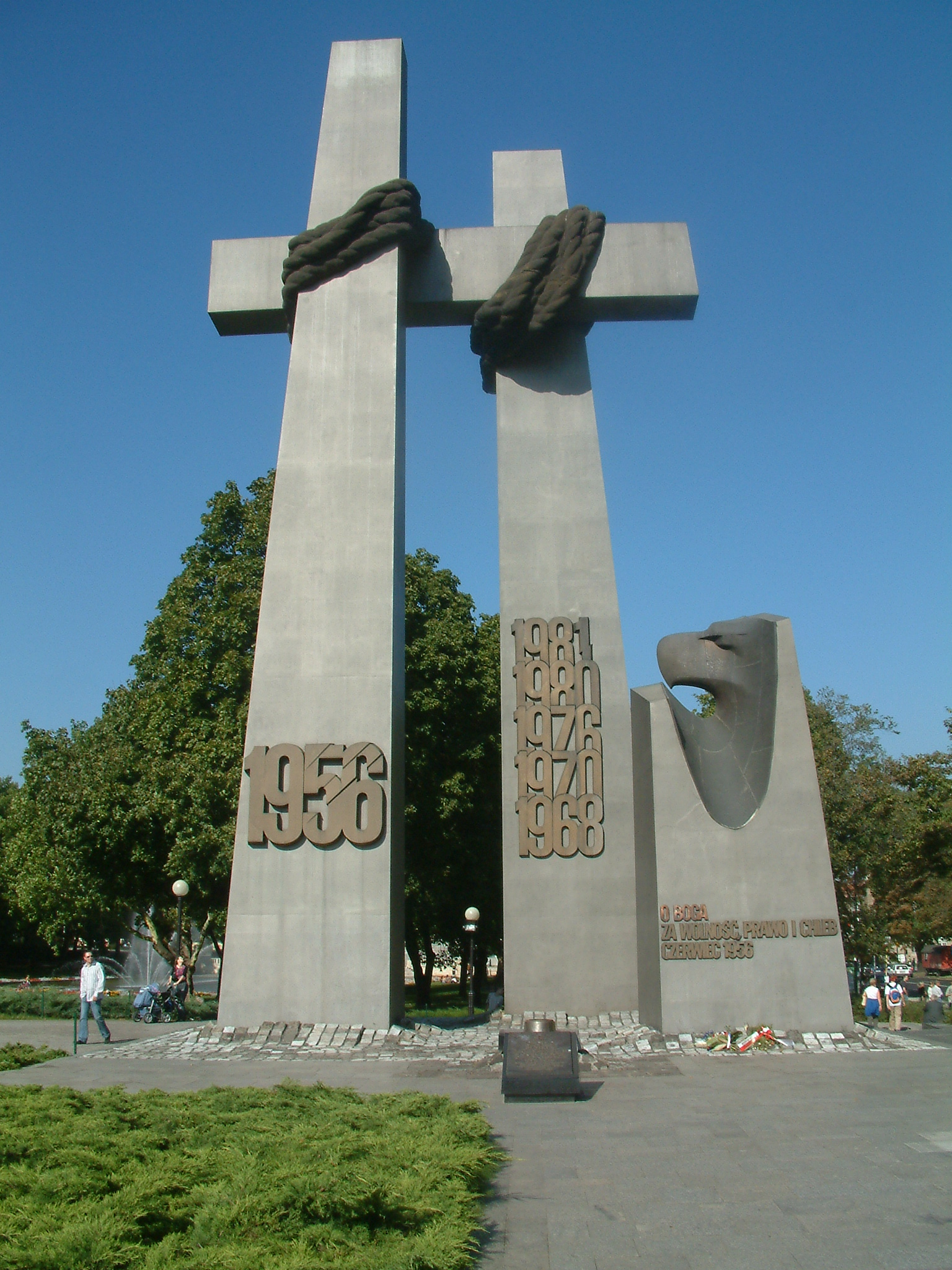
A tüntetés emlékműve

Sztálin halála után a keleti blokkban bekövetkezett desztalinizációs folyamat az egész blokkot megrengette. Hruscsov beszédének komoly következményei voltak nem csak a Szovjetunióban, hanem a többi szocialista országban is. A személyi kultusz időszaka alatt Lengyelországban gyakorlatban egy az egyben másolni próbálták a szovjet modellt. Az enyhülés időszaka alatt a Lengyel Egyesült Munkáspártban hosszas viták zajlottak le.
A lengyel antikommunista ellenállás egyre erősebbé vált, különösen a Klub Krzywego Koła nevű csoport Varsóban. Ezekben a csoportokban a lengyel függetlenségről vitatkoztak, kétségbe vonták az államilag ellenőrzött gazdaság hasznosságát, s felháborította őket a regnáló hatalom megvetése a második világháború lengyel ellenállóival szemben. Bár elsődlegesen ezek az értelmiségiek által lefolytatott viták voltak, de ezek a beszélgetésen elhangzottak egyre inkább teret nyertek a dolgozók között is. Mind a dolgozók, mind pedig az értelmiség között egyértelművé vált, hogy a kormányzati propaganda ellenére az életszínvonal nem javult.
Poznań Lengyelország egyik legnagyobb ipari központja volt. Az egyre emelkedő adók miatt már 1955 őszén elégedetlenségi hullám futott végig a város munkavállalói között. A helyi dolgozók kérései a magasabb rangú hivatalnokok ellenállása miatt nem jutottak el a döntéshozókhoz, pedig több hónapon keresztül számos alkalommal küldtek petíciót a lengyel Gépipari Minisztériumba, illetve a Párt központjába, sikertelenül.
1956. június 23-án 27 tagú küldöttség indult Varsóba, amely küldöttség június 26-án tért vissza azzal, hogy a miniszter ígéretet tett arra, hogy egyes igényeket teljesíteni fognak. Rövidesen viszont újabb hírek érkeztek, miszerint a miniszter visszavonta az ígéretét.

## A sztrájk
1956. június 26-án reggel 6:00-kor spontán sztrájk kezdődött, melynek elsődleges központja a Cegielski Fémművek voltak. A dolgozók mintegy 80%-a vett részt, akiket felháborított, hogy a kormány júniusban elvette a bónuszukat, valamint felemelte az elvégzendő munka mennyiségét. Miután a munkások az utcára vonultak, más gyárak és diákok is csatlakoztak a menethez.
9:00 és 11:00 között mintegy 100 000 ember gyűlt össze az Adam Mickiewicz téren található királyi kastély körül, amely ekkor a Párt és a rendőrség helyi központja volt. A tüntetők alacsonyabb élelmiszerárakat, béremelést és a munkakörülmények javítását követelték.

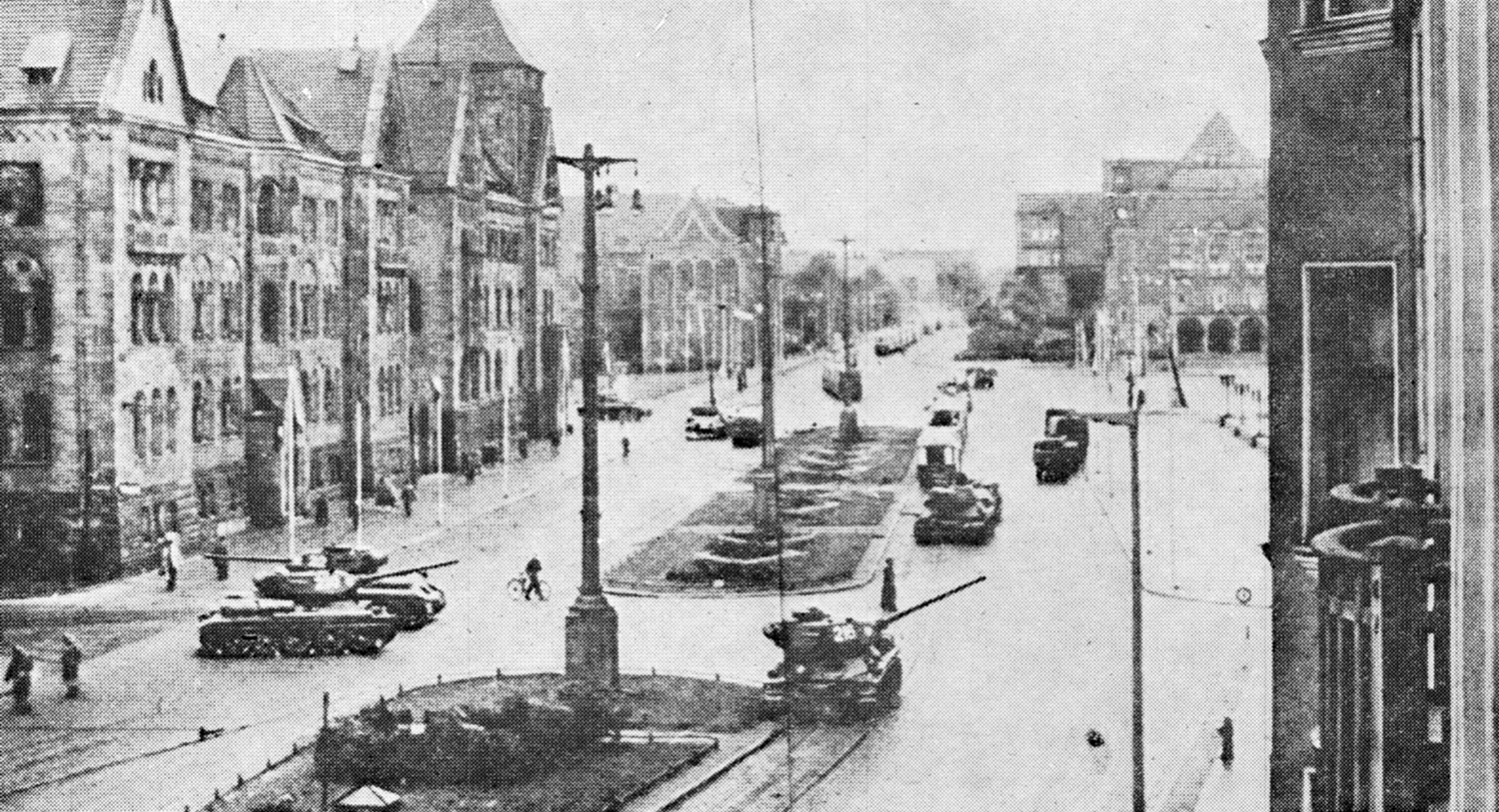
Tankok a városközpontban

A tömegben a nyugtalanság 10:00 körül egyre nagyobb lett, amihez az is hozzájárult, hogy provokátorok azt a hírt kezdték el terjeszteni, hogy a tárgyalóküldöttséget letartóztatták. A helyi rendőrség nem tudta kézben tartani az eseményeket, különösen amikor a tömeg egy része erőszakosabbá vált, s megrohamozta a helyi börtönt, ahol 10:50 körül több száz foglyot szabadítottak ki, valamint némi lőfegyvert zsákmányoltak, s osztottak ki a tüntetők között.
11:00 körül a tömeg megrohamozta és kifosztotta a kommunista párt helyi központját. A tüntetés ekkor kezdett zavargásba átcsapni, s ekkor dördültek el az első lövések. A tömeg ekkor különféle kormányzati épületeket támadott meg, s egyre több fegyverhez jutott.

11:00 körül jelentek meg a városban a tankok, illetve a néphadsereg egyes különítményei, hogy a kormányzati épületeket megvédjék. A katonák és a tüntetők között baráti beszélgetések zajlottak le, sőt sok katona át is állt a tüntetők oldalára. Konsztantyin Rokosszovszkij lengyel honvédelmi miniszter ennek hatására az összes lengyel csapatot riadókészültségbe helyezte. Rokosszovszkij elküldte helyettesét, Stanisław Popławskit, hogy vessen véget a tüntetésnek minél hamarabb, s megakadályozza azt, hogy olyan jellegű események történjenek, mint az 1953-as keletnémet felkelés közben, melyet nem fojtottak el „időben” ezért a felkelés eszkalálódott.

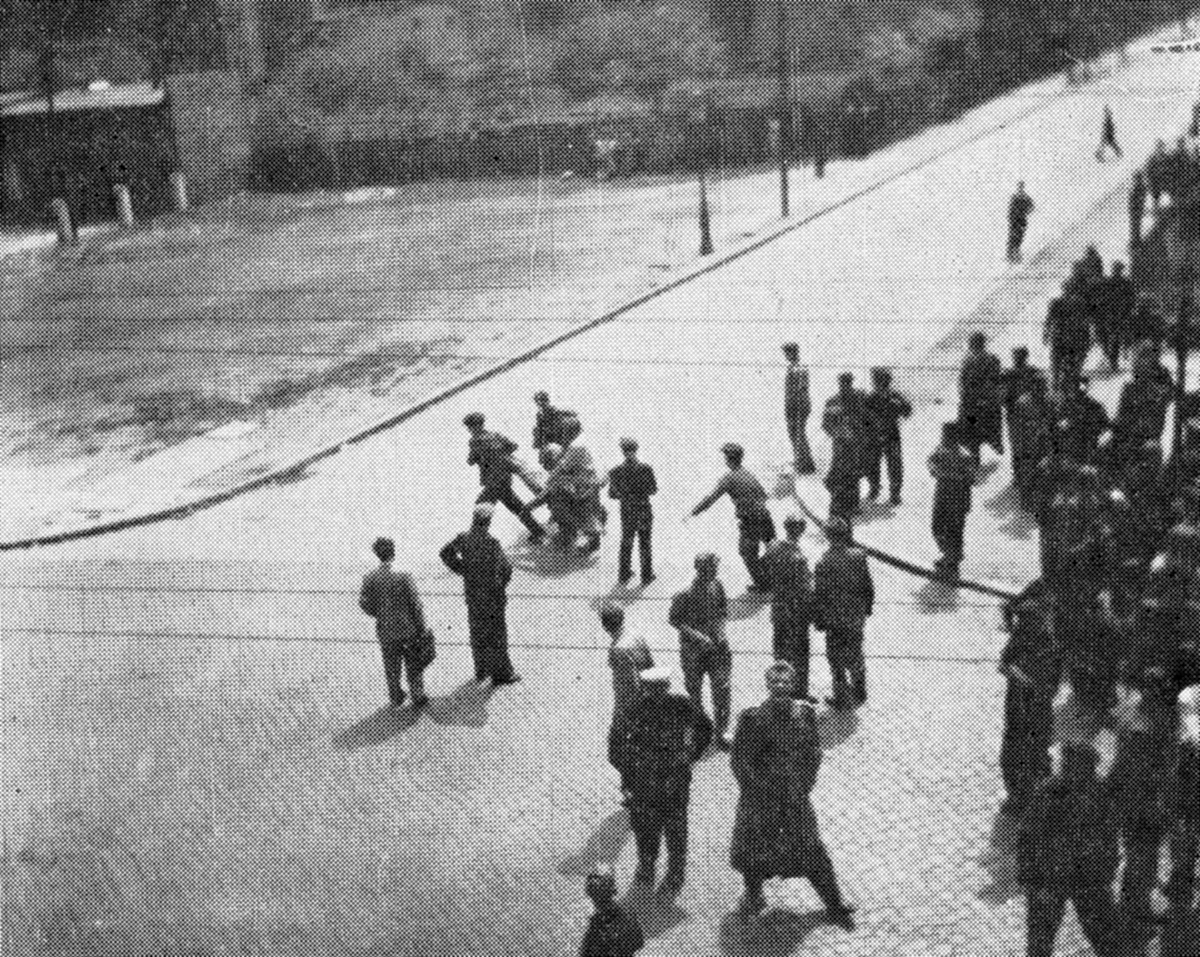
Egy sérült mentése

14:00-kor a helyi repülőtérre szovjet tisztek érkeztek, akik átvették a parancsnokságot. 16:00 és másnap reggel 5:00 között bevetésre került a 10. lengyel páncéloshadosztály, 19. lengyel páncéloshadosztály, a 4. lengyel gyalogos hadosztály és az 5. lengyel hadosztály, összességében mintegy 10 000 katona. A csapatoknak azt mondták, hogy német provokátorok ellen kell küzdeni, akik a Poznańi Nemzetközi Vásárral kapcsolatosan jutottak be az országba. A katonák mintegy két órán keresztül vonultak át a városon, erődemonstrációt mutatva, s gyakorlatilag körbezárták azt.
A letartóztatások 21:00-tól kezdődtek el. Az elfogott személyeket a repülőtérre vitték, ahol brutális módon hallgatták ki őket. A tüntetések június 30-ig tartottak. Június 19-én reggel 7:30-kor a lengyel miniszterelnök rádióbeszédében statáriumot hirdetett, melyben közölte, hogy aki nem teszi le a fegyvert, az a legsúlyosabb következményekkel számolhat.

## Következmények

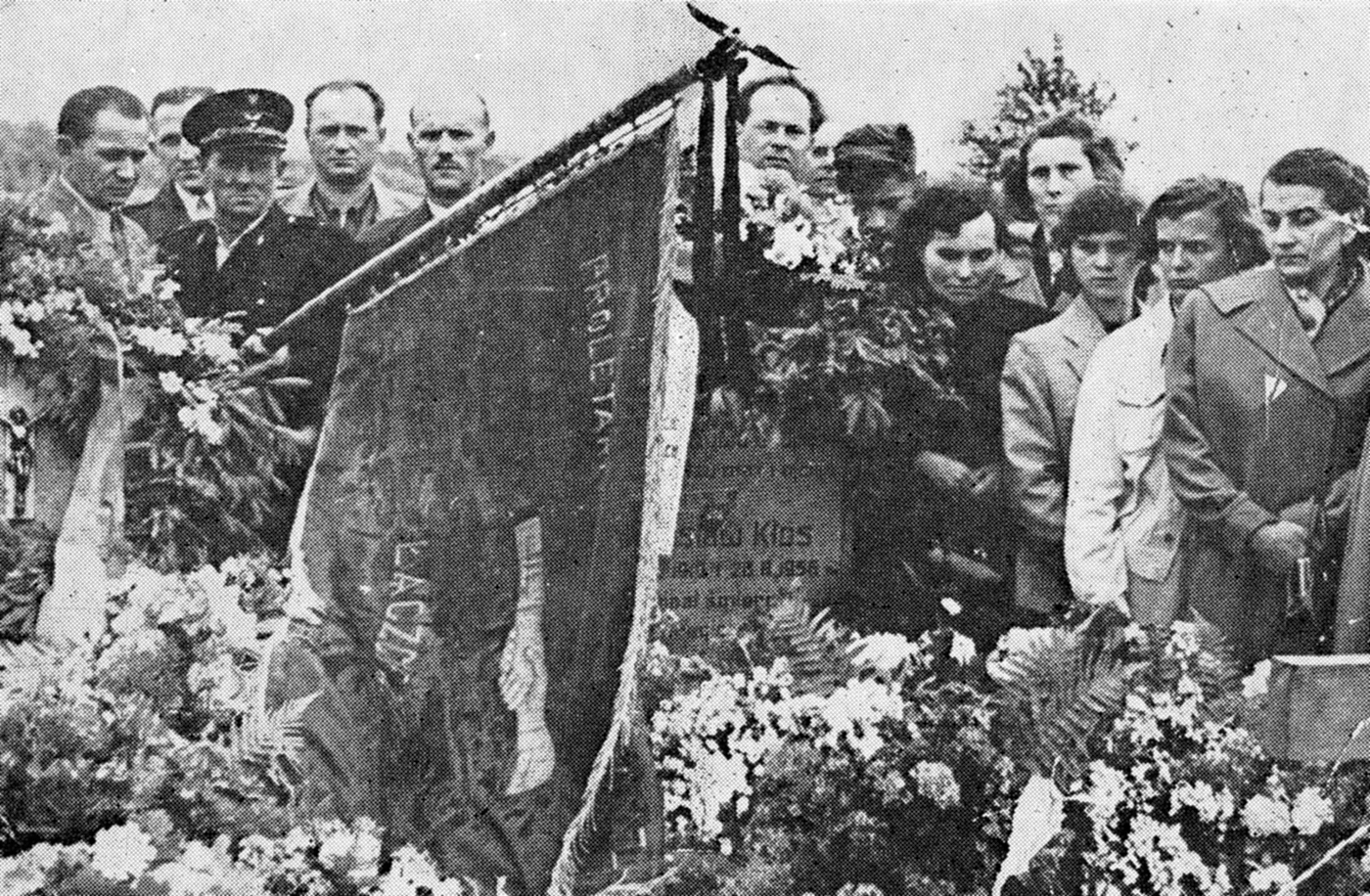
Az egyik áldozat temetése

A tüntetés áldozatainak számával kapcsolatban viták vannak. Łukasz Jastrząb lengyel történész az áldozatokat 57 főre teszi, valamint 600 sebesültet véleményez. Más vélemények szerint nagyságrendben 100 halálos áldozat volt. A kormánypárti áldozatok számát 8 főre teszik. 

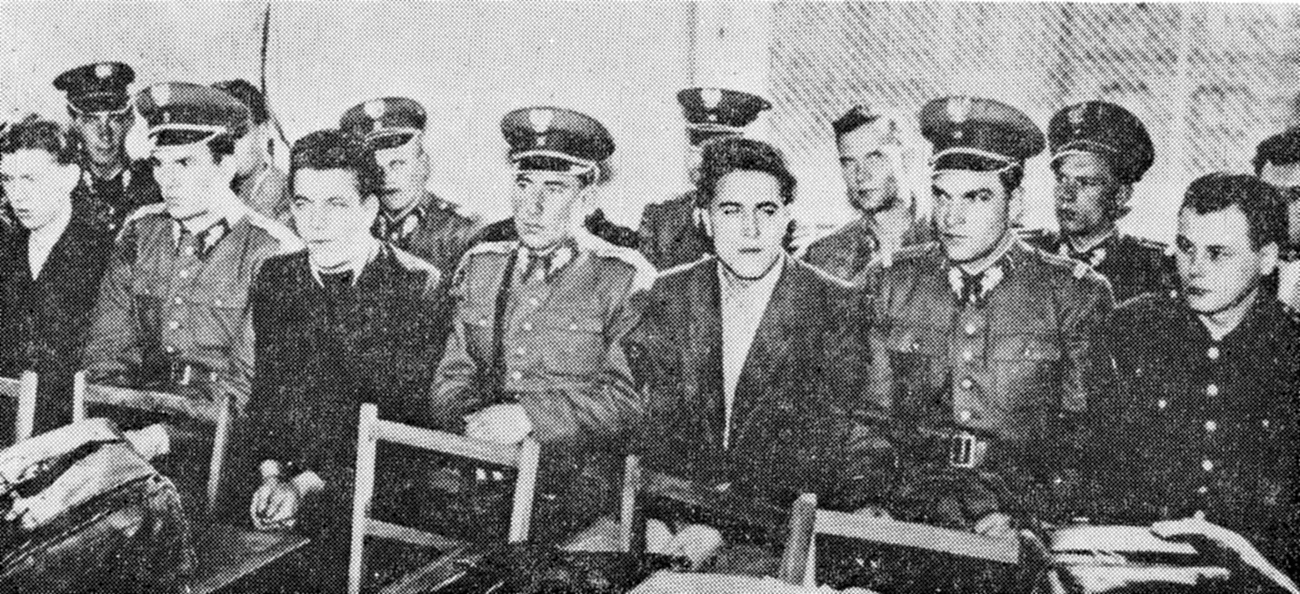
A "kilencek' pere 1956 júliusában.

Augusztus 8-ig 746 személyt vettek őrizetbe, akikből 22 ember állt bíróság elé. Hamarosan perek indultak, s a perbe fogottakat Stanisław Hejmowski ügyvéd védte, aki nyíltan arra hivatkozott a per során, hogy a kormány intézkedései vezettek oda, hogy ártatlan civilek haltak meg, védőbeszéde miatt több embert is felmentettek és 10 embert elítéltek 2-6 év közötti börtönbüntetésre. A politikai enyhülés hatása volt, hogy a hatóságok nem tettek kísérletet arra, hogy kényszerítse a vádlottakat arra, hogy olyat vallják, hogy nyugati befolyás miatt indították volna a tüntetést, de ez az álláspont a kormány hivatalos álláspontja lett éveken át.
A tüntetések hatására az addigi rezsim elveszítette Moszkva bizalmát, s változásként új vezetőként Władysław Gomułka került a  hatalom élére, s nevéhez kötődik az un. gomułkai olvadás. Ennek hatására nem születtek súlyos, különösen halálos ítéletek. Ettől függetlenül évekig nem lehetett a poznańi eseményekről beszélni.
Ma sok történész úgy gondolja, hogy Poznań 1956 fontos mérföldkő volt a lengyel történelemben, előkészítette a kommunizmus bukását. Ezt más történészek amiatt vitatják: úgy vélik a tüntetéseknek nem volt antikommunista jellege. A munkások az Internacionalé-t énekelték, s kenyeret követeltek.

### Megemlékezése
2006. június 21-én, az események 50. évfordulóján a lengyel parlament, a Szejm ünnepnappá nyilvánította a június 28-i tüntetés napját.

## Fordítás
- Ez a szócikk részben vagy egészben  a   Poznań 1956 protests című angol Wikipédia-szócikk fordításán alapul.  Az eredeti cikk szerkesztőit annak laptörténete sorolja fel. Ez a jelzés csupán a megfogalmazás eredetét és a szerzői jogokat jelzi, nem szolgál a cikkben szereplő információk forrásmegjelöléseként.